# World Eightball Pool Federation
Die World Eightball Pool Federation (WEPF) ist ein Billard-Weltverband für die Disziplinen 8-Ball und Blackball und trägt in diesen Disziplinen Weltmeisterschaften aus.
Der Verband mit Sitz in Perth (gegründet 1992) steht somit in Konkurrenz zur World Pool-Billiard Association (WPA), die in dieser Disziplinen ebenfalls Weltmeisterschaften austrägt und abweichende Regeln hat.
Aktueller Blackball-Weltmeister der WEPF ist der Engländer Mick Hill, amtierende Weltmeisterin ist die Engländerin Amy Beauchamp.

## Mitglieder
Der WEPF gehören die nationalen Billardverbände der folgenden 20 Staaten und Regionen an:
- Australien
- Belgien
- Channel Islands
- Volksrepublik China
- Zypern
- England
- Frankreich
- Indien
- Japan
- Kenia
- Malta
- Marokko
- Neuseeland
- Nordirland
- Irland
- Réunion
- Schottland
- Südafrika
- Wales
- West Indies